# Geldoffer

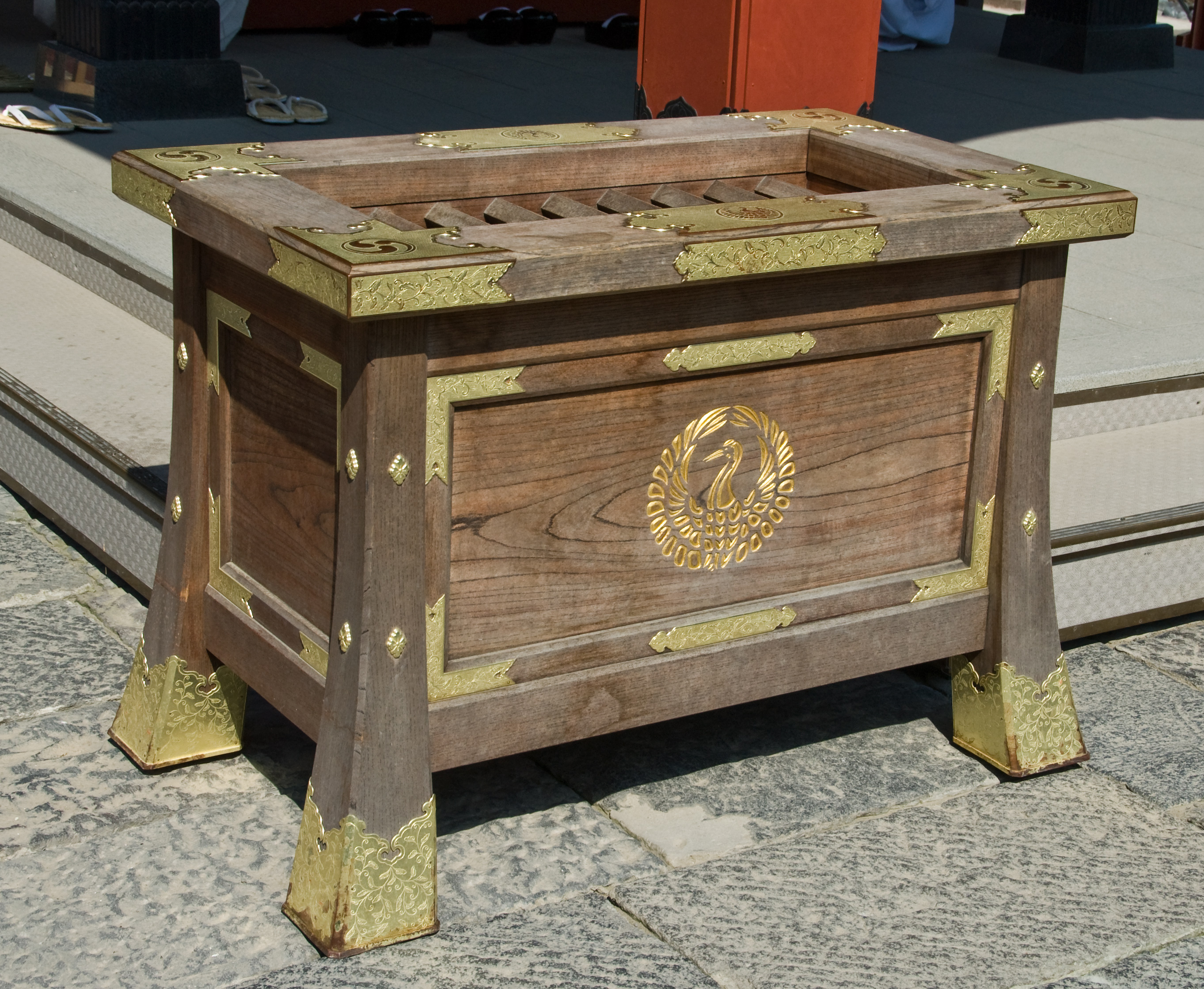
Donatiekist waar het geldoffer in wordt gedaan.

Een geldoffer is een belangrijk ritueel bij een bezoek aan een Chinese tempel, boeddhistische tempel, taoïstische tempel, shinto-schrijn of een ander religieus gebouw. 
In de oosterse religies stopt men voor het verlaten van de tempel een gelddonatie in een kist die vlak bij het altaar staat. Het geld uit deze doos werd vroeger hoofdzakelijk gebruikt om de wierook en olie in de tempel te bekostigen en was de Chinese vertaling ook wierook-oliegeld. Tegenwoordig wordt het ook gebruikt voor herstelwerkzaamheden van de tempel.
Grote bedragen en geldoffers bij Koreaans, Vietnamees of Chinees nieuwjaar worden eerst in een rode envelop (hongbao) gestopt, voor ze het in de donatiekist doen.